# Gothmog
Gothmog er en fiktiv person i J.R.R. Tolkiens Ringenes Herre.
Gothmog er en ork-hærfører fra Minas Morgul (Minas Ithil) som ville blive en vigtig del af Mordor hvis de fik magten efter slaget på Pelennorsletten foran hovedstaden Minas Tirith i Gondor. Han anførte orkerne fra Minas Morgul til angrebet på Osgiliath og senere i angrebet på Minas Tirith sammen med Heksekongen af Angmar. Gothmog blev dræbt af Aragorn på Pelennorsletten i tredje alder år 3019. Og blev beskadiget af Éowyn under slaget. Han var udnævnt som løjtnant af Minas Morgul.